# Manuel de Jesus Valdetaro
Manuel de Jesus Valdetaro, 1° e único visconde de Valdetaro, (Rio de Janeiro, 1807 — Rio de Janeiro, 16 de agosto de 1897) foi um jurista e político brasileiro, ministro e presidente do Supremo Tribunal de Justiça (hoje Supremo Tribunal Federal).
Formou-se em ciências jurídicas e sociais pela Faculdade de Direito de São Paulo em 22 de outubro de 1832. Depois de mais de trinta anos de exercício da magistratura foi nomeado em 5 de outubro de 1867 ministro do Supremo Tribunal de Justiça, do qual se aposentou em 27 de novembro de 1886.
Foi presidente da província do Rio de Janeiro, de 4 de abril a 7 de junho de 1848 e depois membro da Assembleia Legislativa do Rio de Janeiro na 12ª legislatura (de 1864 a 1866).
Agraciado visconde de Valdetaro em decreto de 20 de novembro de 1886. Recebeu também a comenda da Imperial Ordem de Cristo.